# Boubou Cissé
Boubou Cissé (Bamako, 1974) è un economista e politico maliano, è stato primo ministro del Mali dal 2019 fino al colpo di Stato nel 2020.